# جاك وايت (منتج أفلام)
جاك وايت (بالإنجليزية: Jack White)‏ هو منتج أفلام وكاتب سيناريو أمريكي، ولد في 2 مارس 1897 في بودابست في المجر، وتوفي في 10 أبريل 1984 في شمال هوليوود ‏ في الولايات المتحدة.

## وصلات خارجية
- جاك وايت على موقع IMDb (الإنجليزية)
- جاك وايت على موقع أول موفي (الإنجليزية)
- جاك وايت على موقع قاعدة بيانات برودواي على الإنترنت (الإنجليزية)
- جاك وايت على موقع قاعدة بيانات الأفلام السويدية (السويدية)
- جاك وايت على موقع قاعدة بيانات الفيلم (الإنجليزية)
- جاك وايت على موقع كينوبويسك (الروسية)